# Kostel svatého Václava (Veleliby)
Římskokatolický kostel sv. Václava ve Velelibech je dominantou této vesnice postavenou staviteli M. a J. Červenými z Nymburka v letech 1876 až 1878 v novorománském slohu na místě předchozího kostela sv. Jiljí, zbořeného kolem roku 1874. Umístění původního kostela na tomto místě, vybudovaného v roce 1345, bylo zvoleno s ohledem na jeho příhodnou polohu mezi přibližně stejně vzdálenými okolními vesnicemi (Dvory, Všechlapy, Krchleby a Čilec).
Věž kostela je možné zahlédnout z dalekého okolí. Kostel má jednu obdélníkovou loď zakončenou na jižním konci půlkruhovým presbytářem a na severu štíhlou věží čtvercového půdorysu. Vnitřní zařízení kostela pocházejí převážně z doby jeho výstavby, nástěnné malby provedl v roce 1911 malíř Bohumír Číla. Kolem kostela se rozprostírá hřbitov o rozloze necelých 20 arů.
Dříve byl kostel farním, od 1. ledna 2006 však byla farnost spolu s dalšími sloučena do farnosti Nymburk. Bohoslužby se konají v kostele každou druhou sobotu v měsíci od 11 hodin.

## Galerie

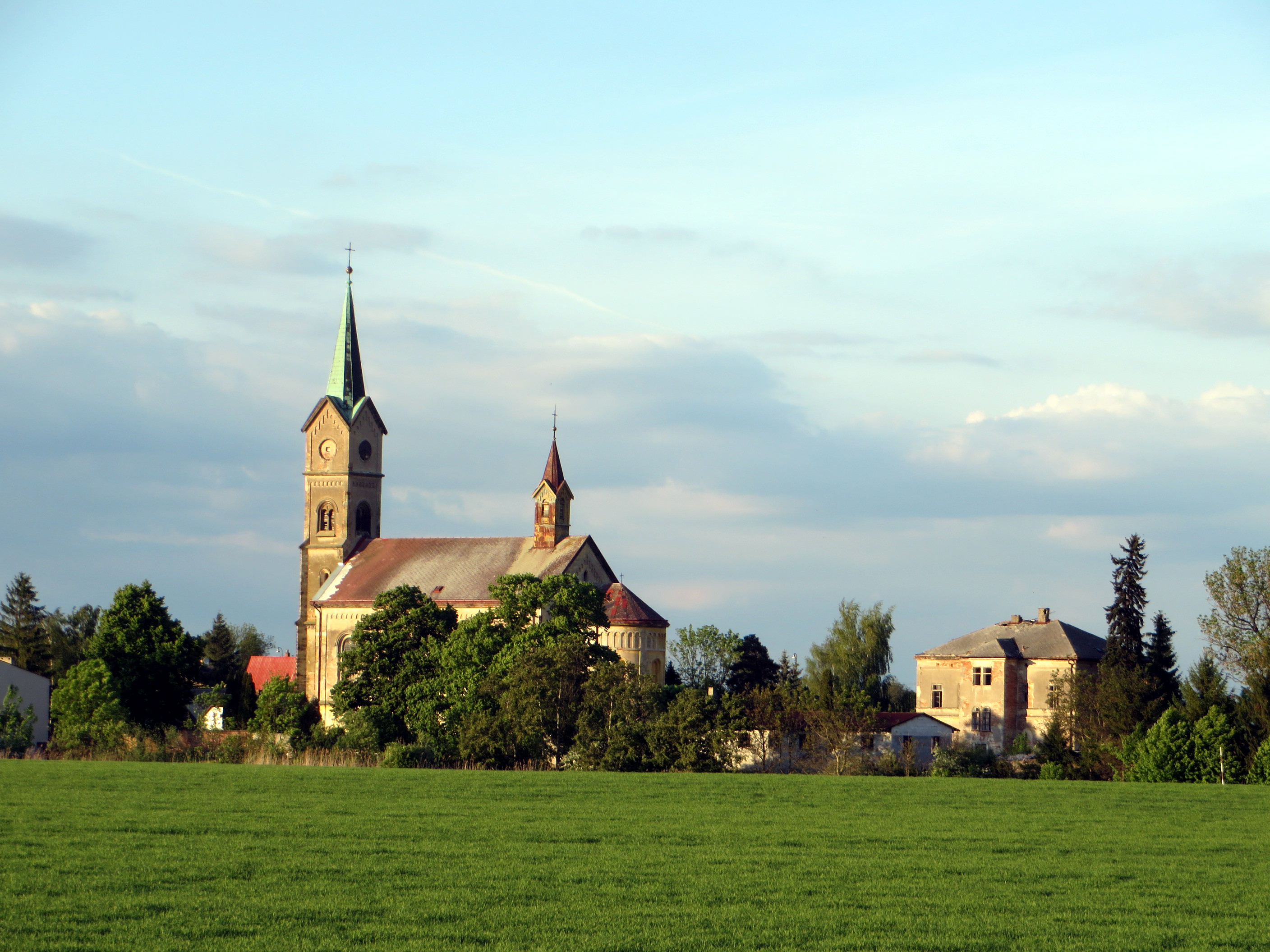
pohledy na kostel svatého Václava ve Velelibech
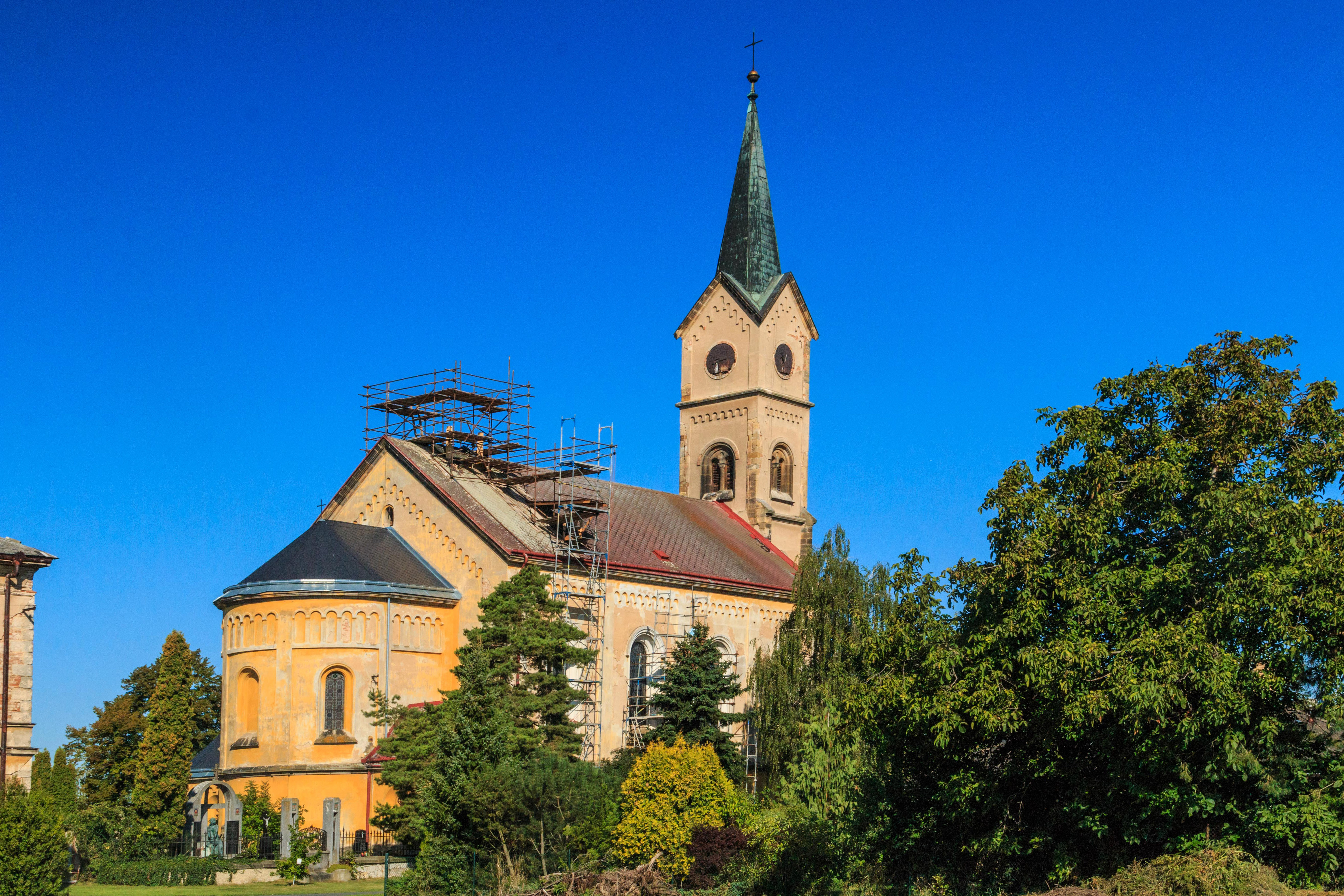
pohledy na kostel svatého Václava ve Velelibech
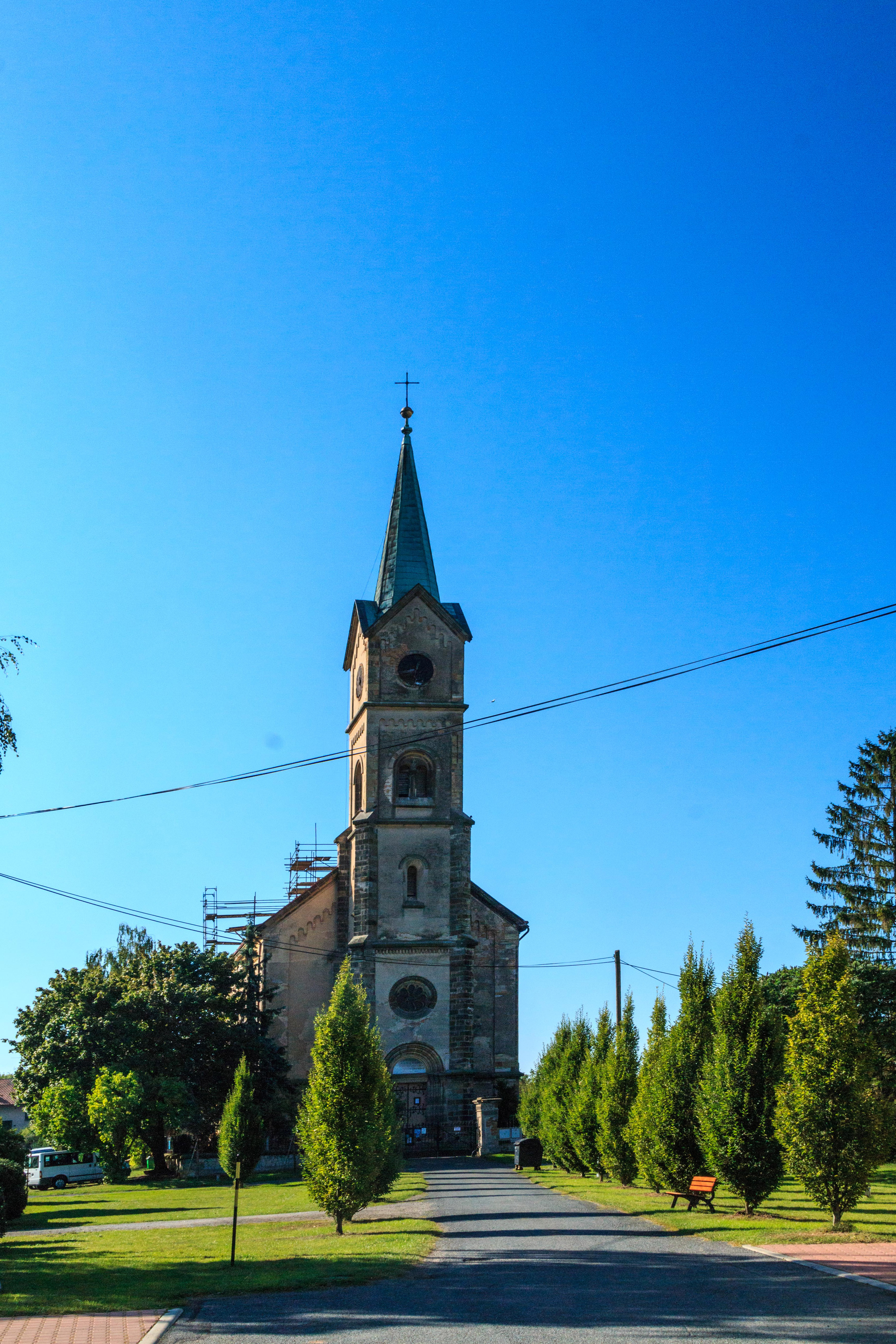
pohledy na kostel svatého Václava ve Velelibech